# قرطاسية
القِرْطاسِيَّةمثلها مثل 
أصل التسمية: فقد اقترح بعض العلماء انها مشتقة من الكلمة اليونانية χάρτης و التي يمكن أن تشتق من الكلمة الفينيقية 𐤇𐤓𐤈𐤉𐤕  ( ḥrṭyt ) ، والتي تُفسَّر على أنها "شيء مكتوب"، وهي قريبة من العبرية التوراتية חֶרֶט  ( ḫereṭ ، " قلم؛ أسلوب الكتابة

## أدوات قرطاسية
- مبراة
- ممحاة
- مسطرة
  - مسطرة مثلث
  - مسطرة حرف تي
- مقص
- آلة حاسبة
- قلم
  - قلم رصاص
  - قلم حبر جاف
  - قلم حبر سائل
  - قلم خطاط
  - قلم كباس
- عدسة مكبرة
- معداد
- سائل تصحيح
- دباسة
- منقلة
- فرجار

## معرض الصور

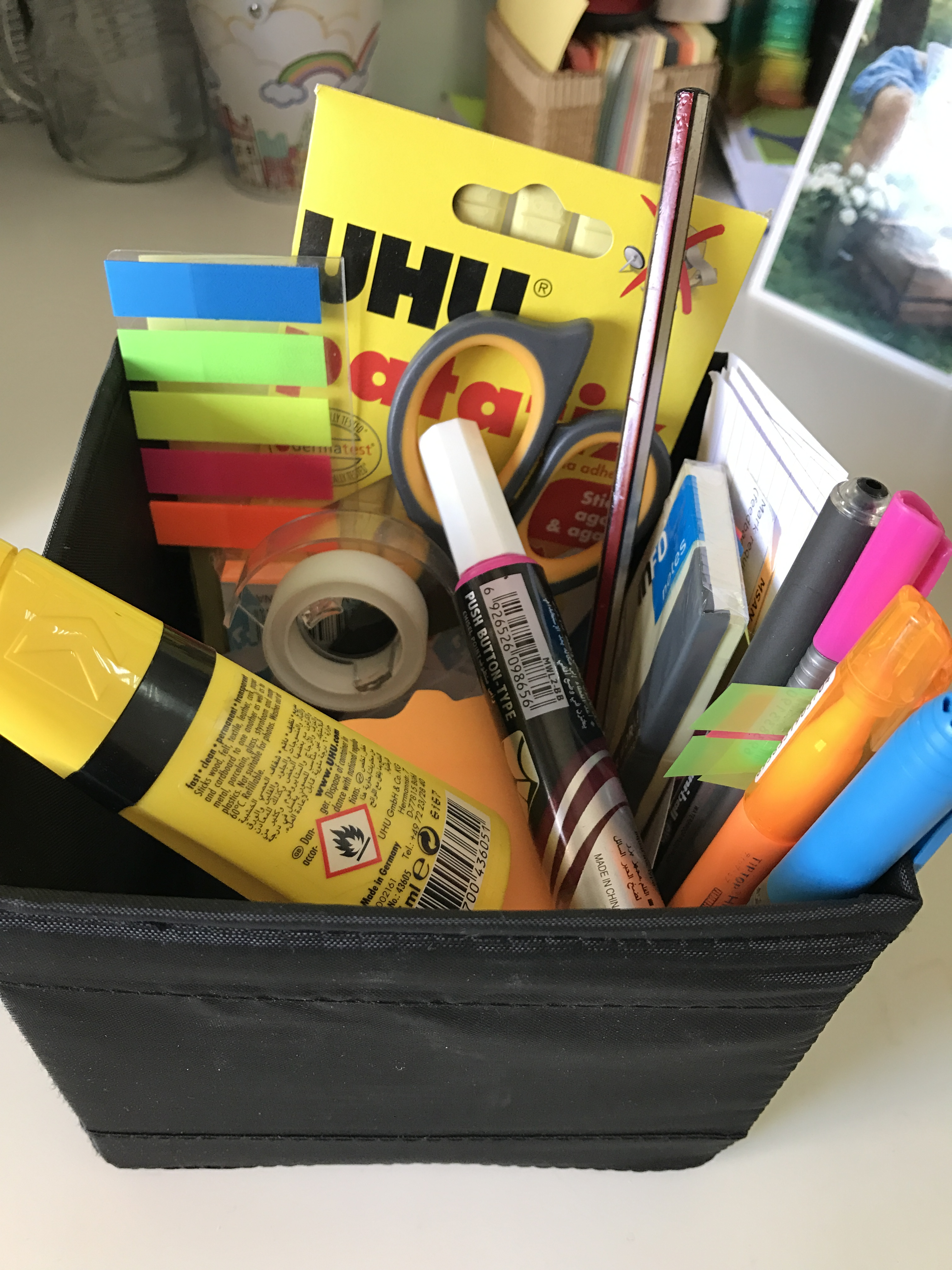
قرطاسية مكتبية منوعة
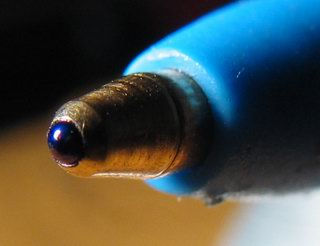
قلم حبر جاف
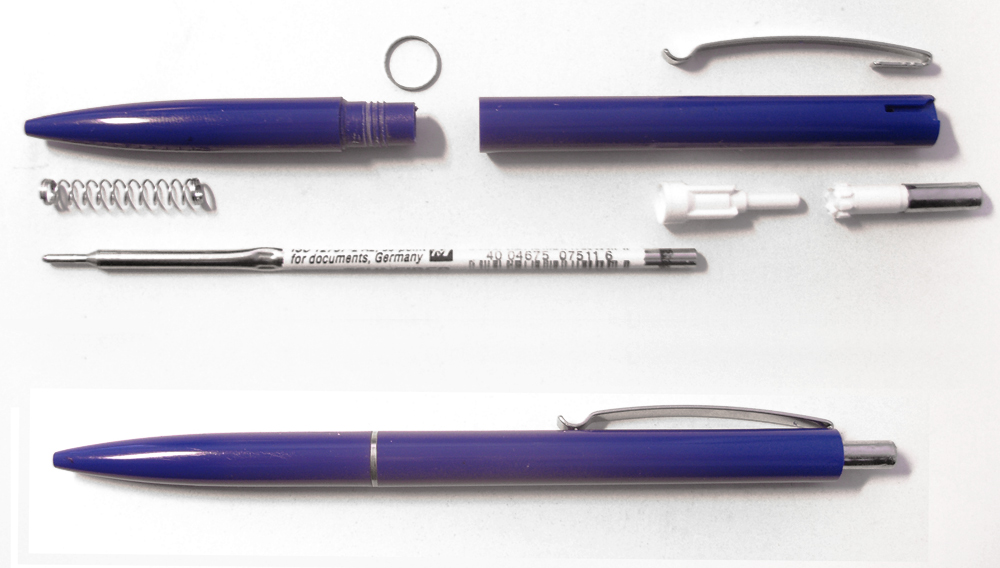
أقسام قلم الحبر الجاف
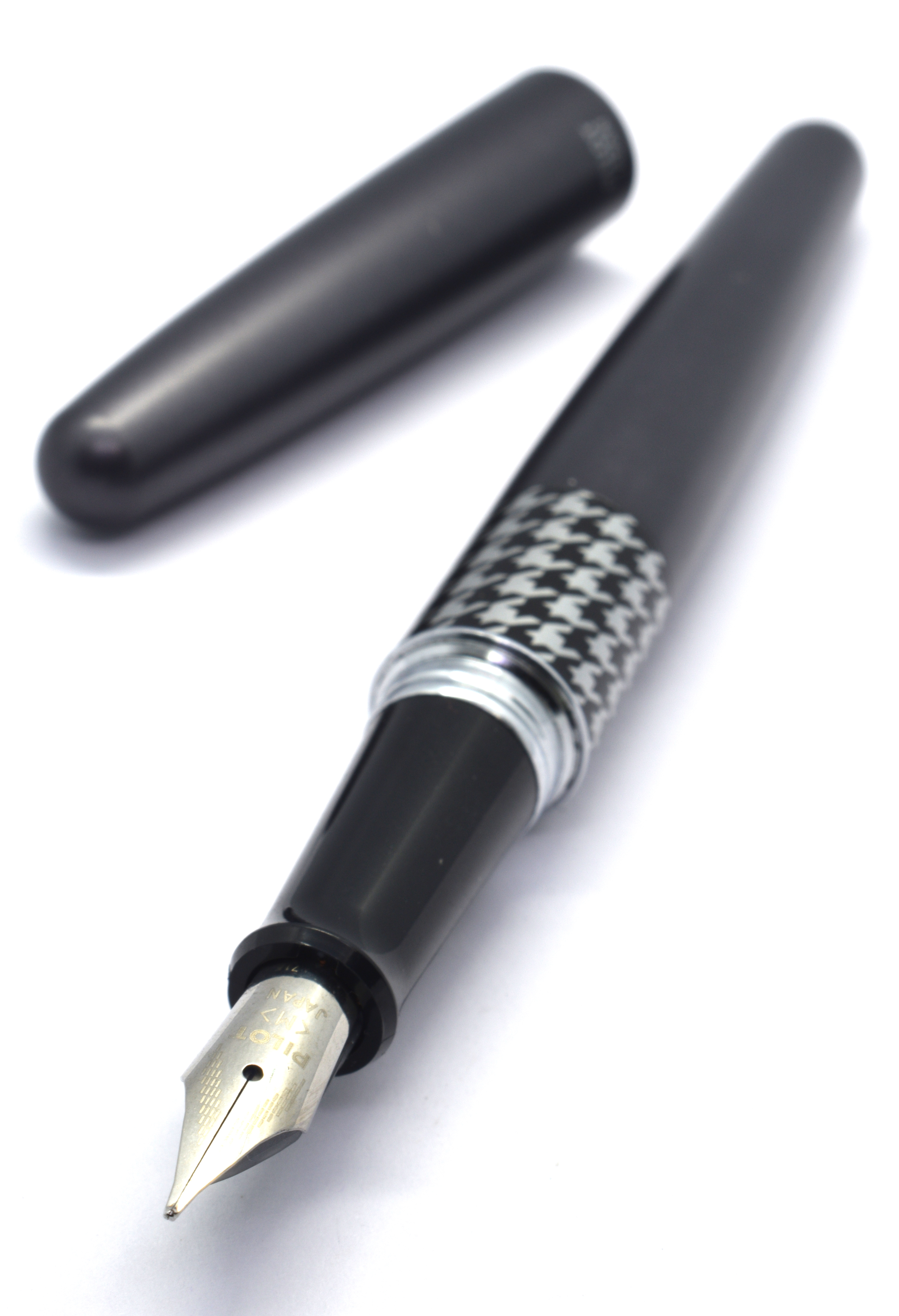
قلم حبر سائل
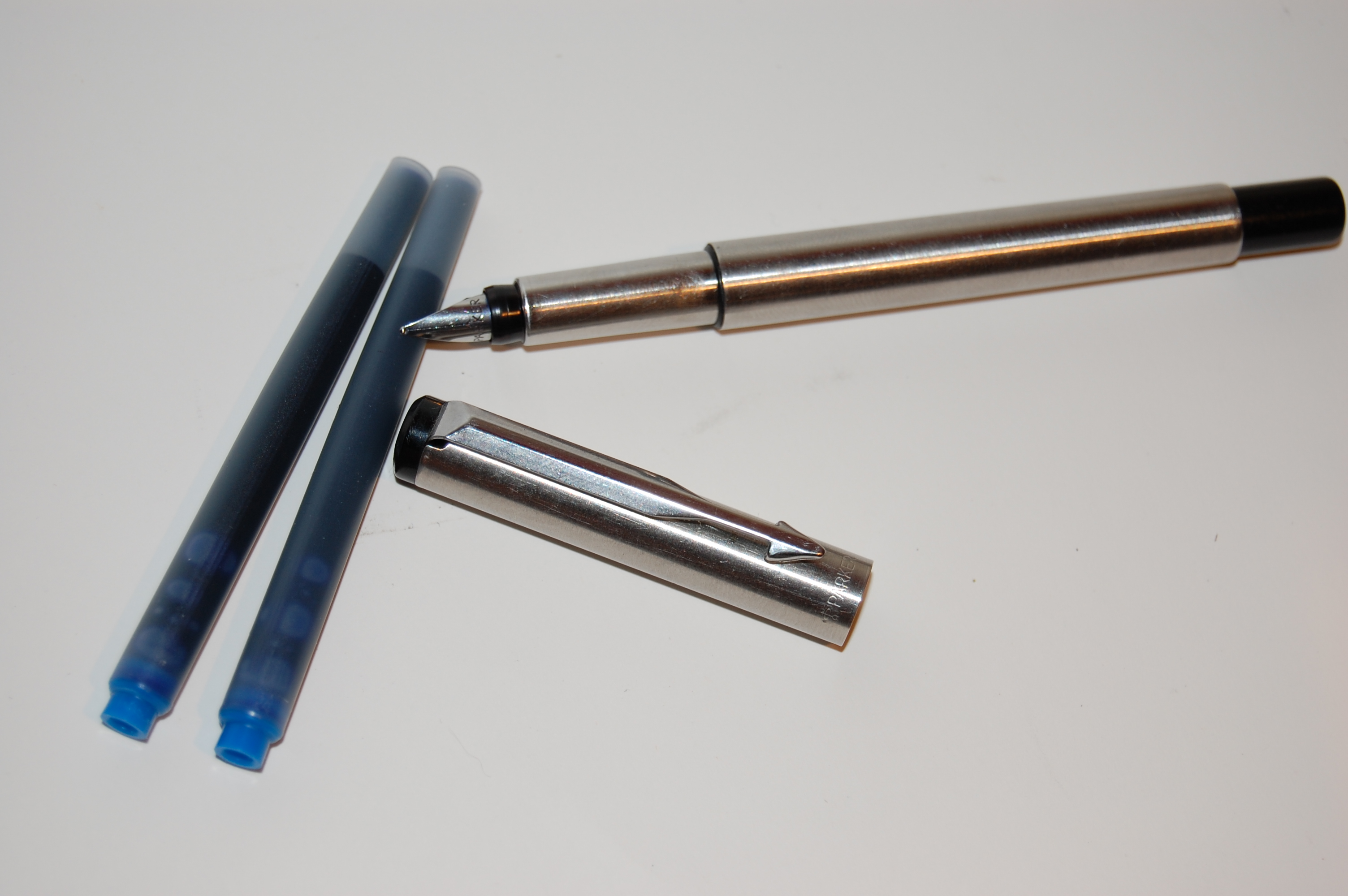
قلم حبر سائل قابل لإعادة التعبئة
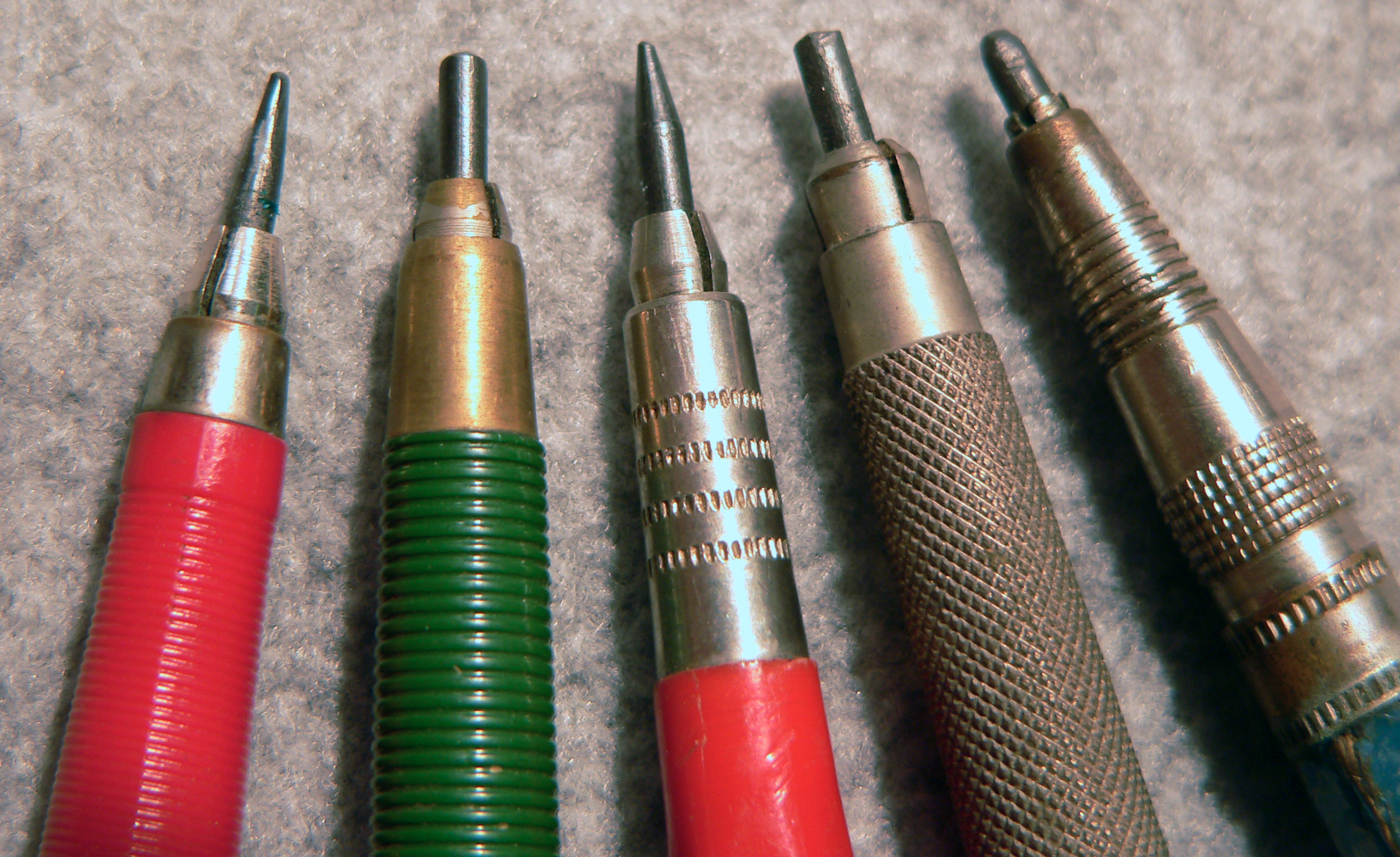
قلم رصاص
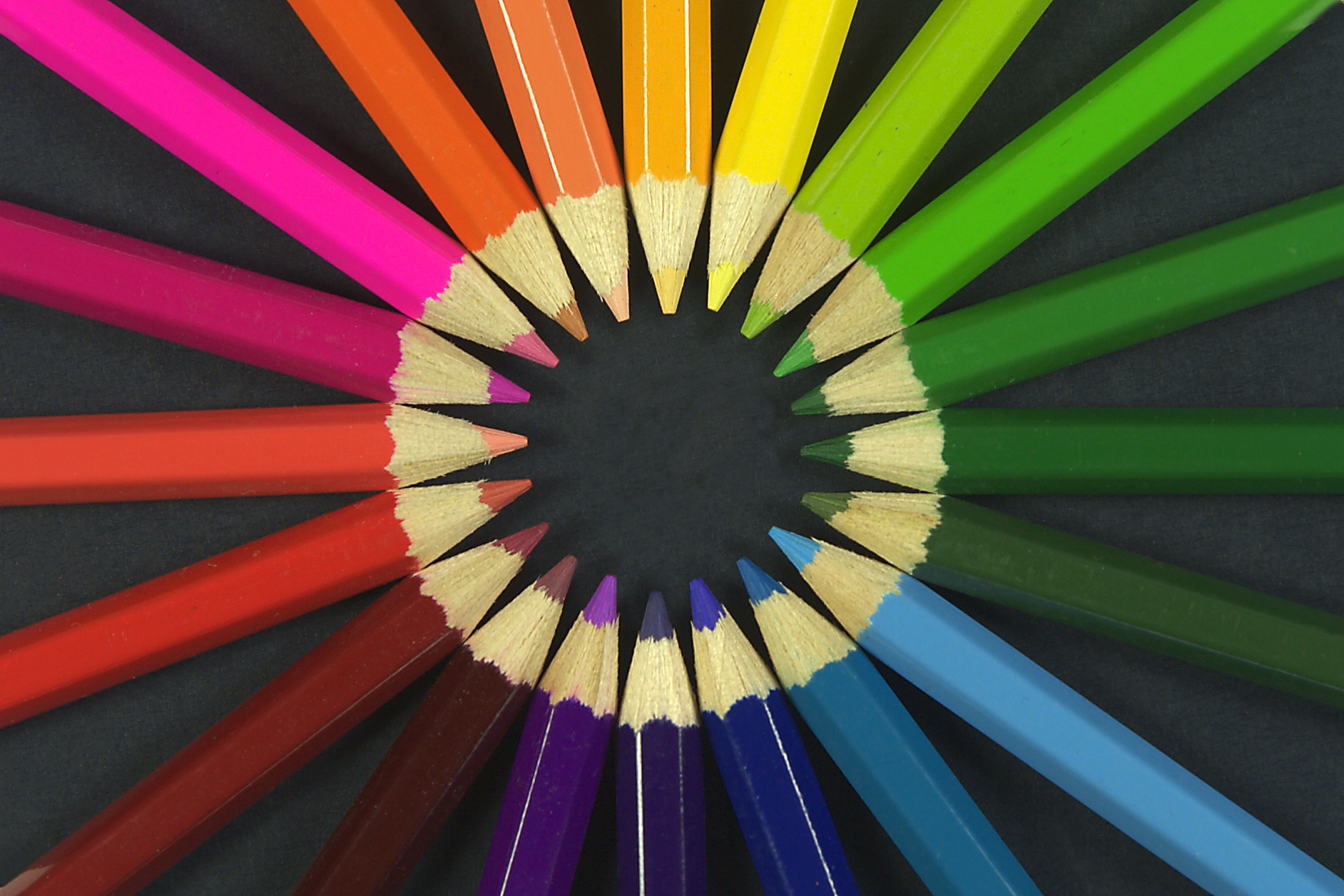
ألوان خشبية
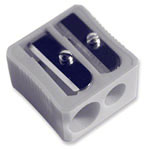
مبراة
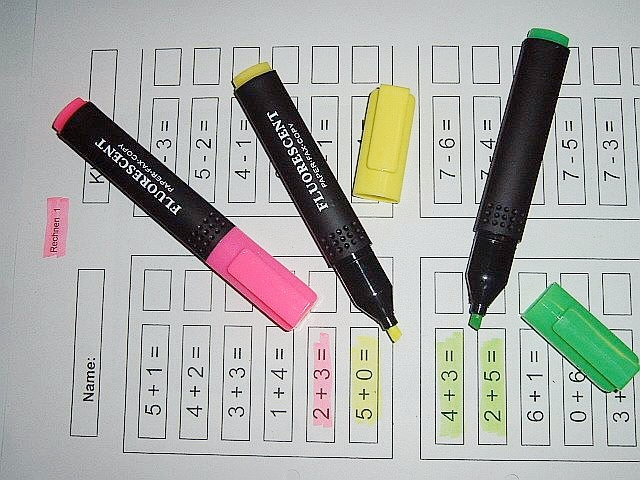
قلم لبدي
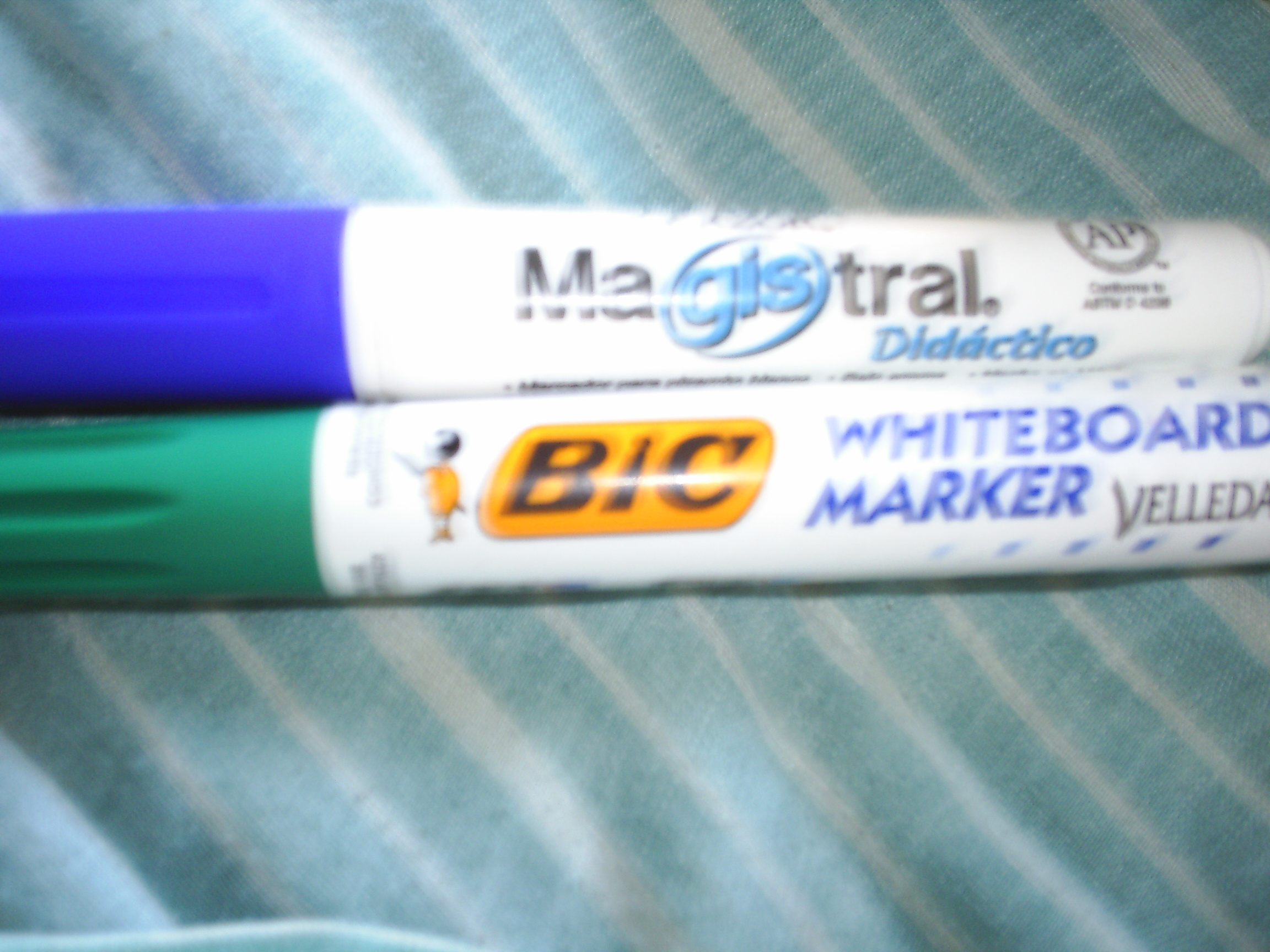
قلم خطاط
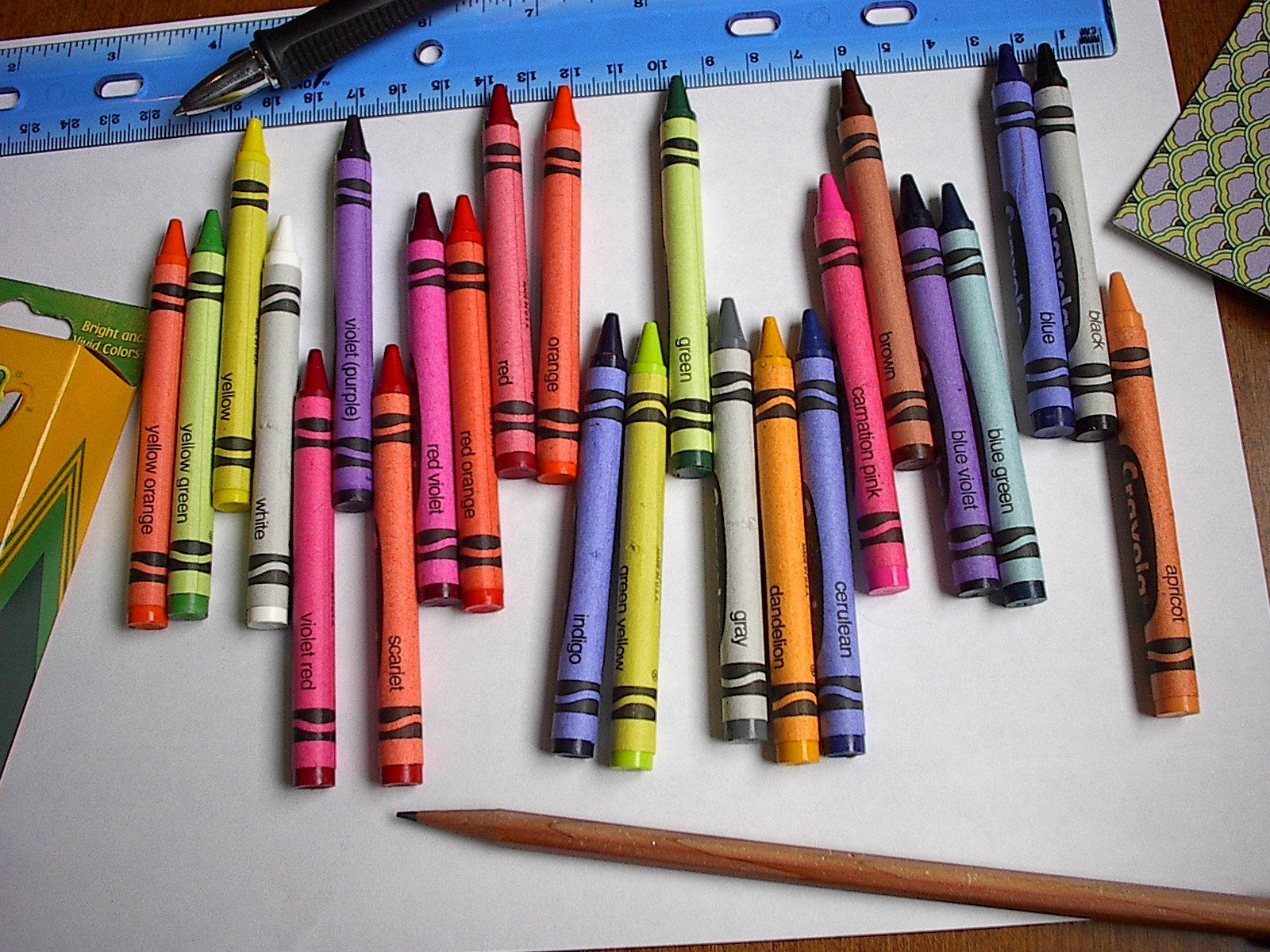
ألوان شمعية
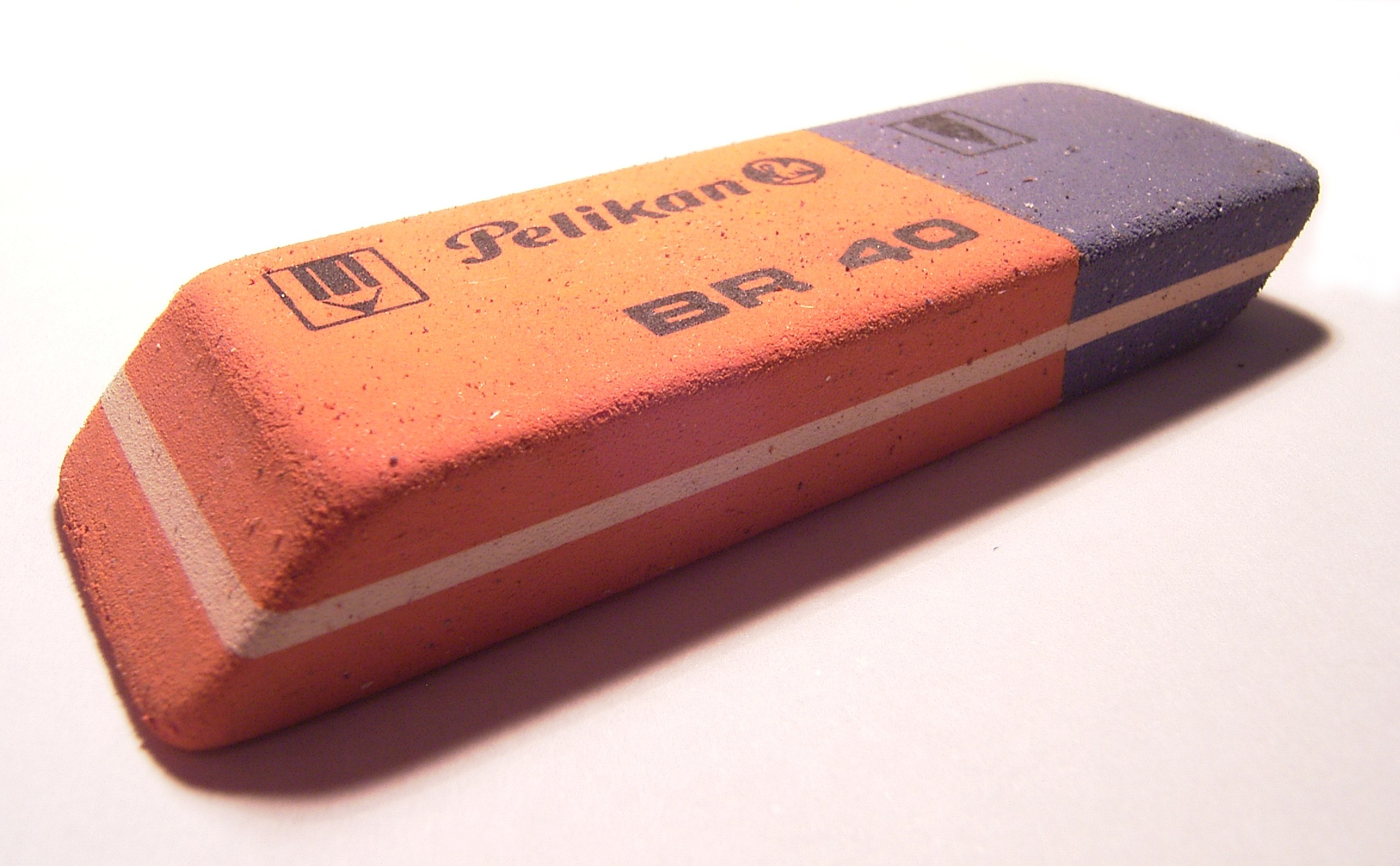
ممحاة
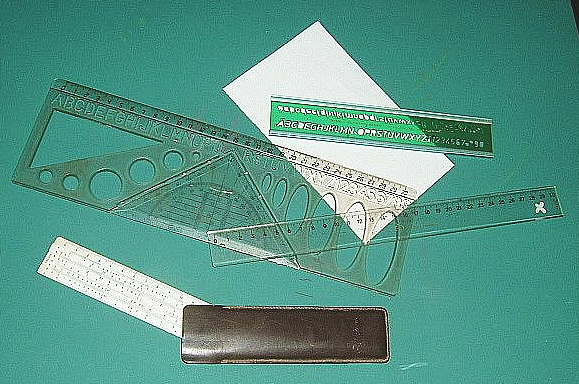
مسطرة
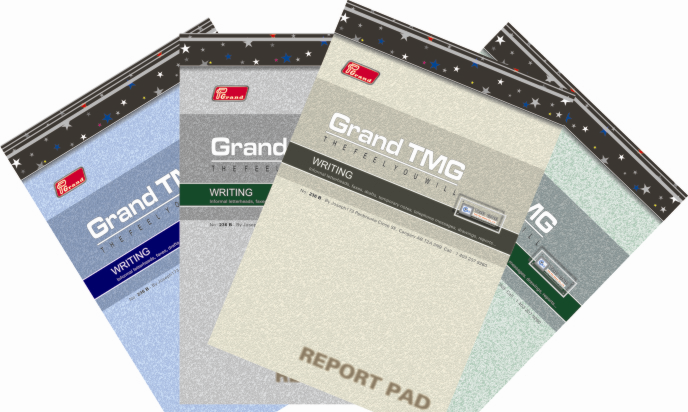
دفتر
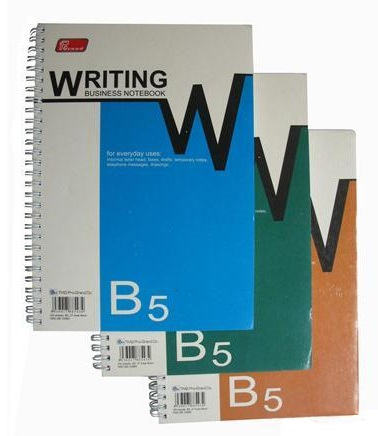
دفتر مُسلك
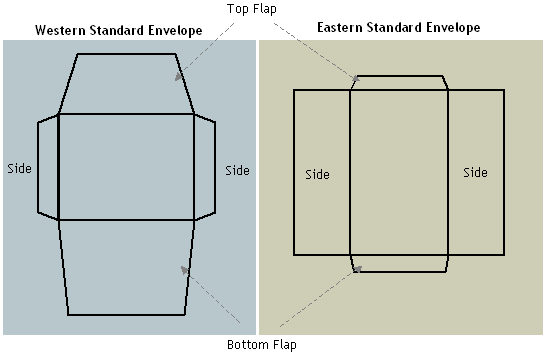
ظرف بريدي
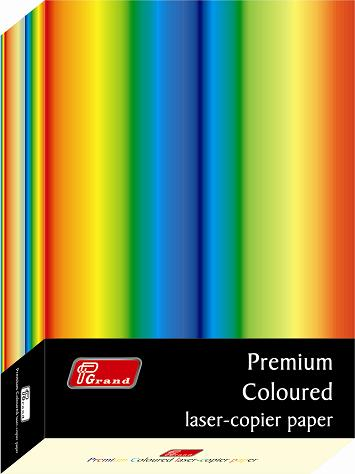
ورق ملون
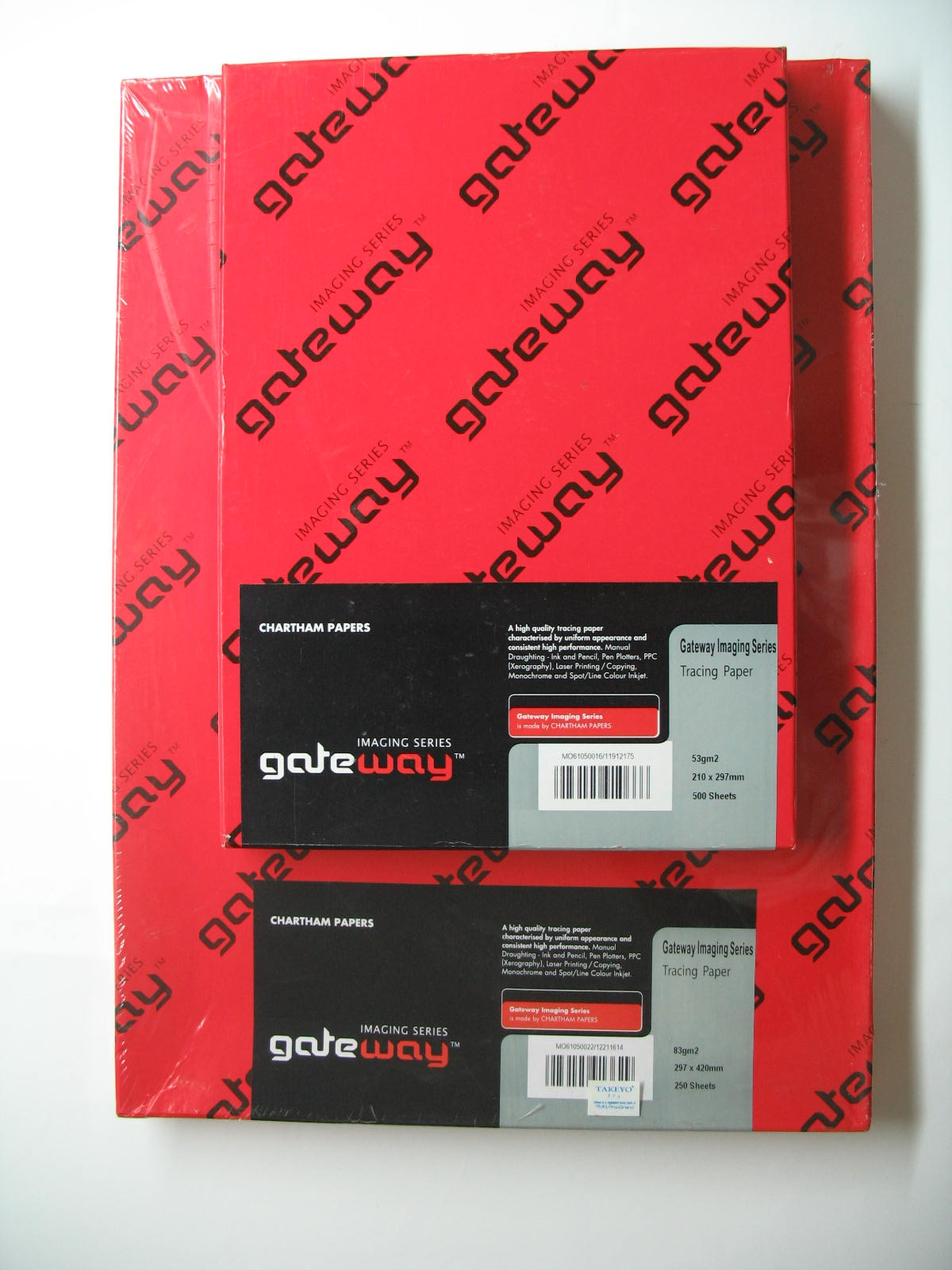
ورق شفاف
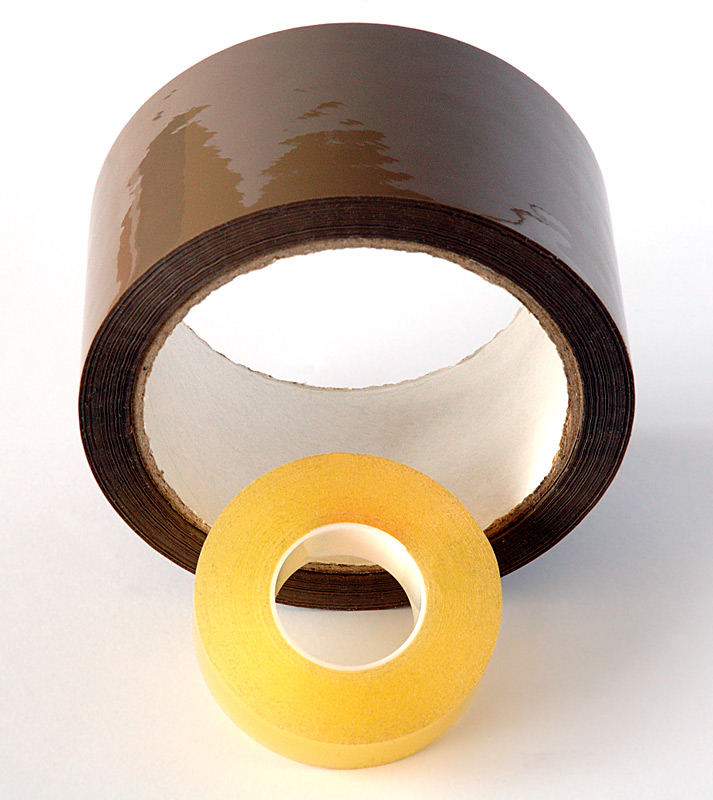
شريط لاصق
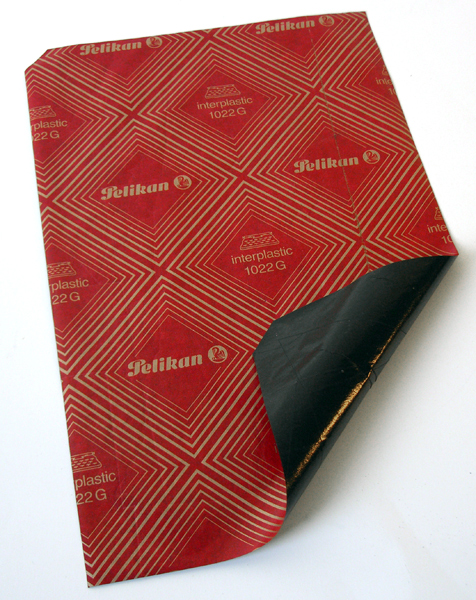
ورق الكربون
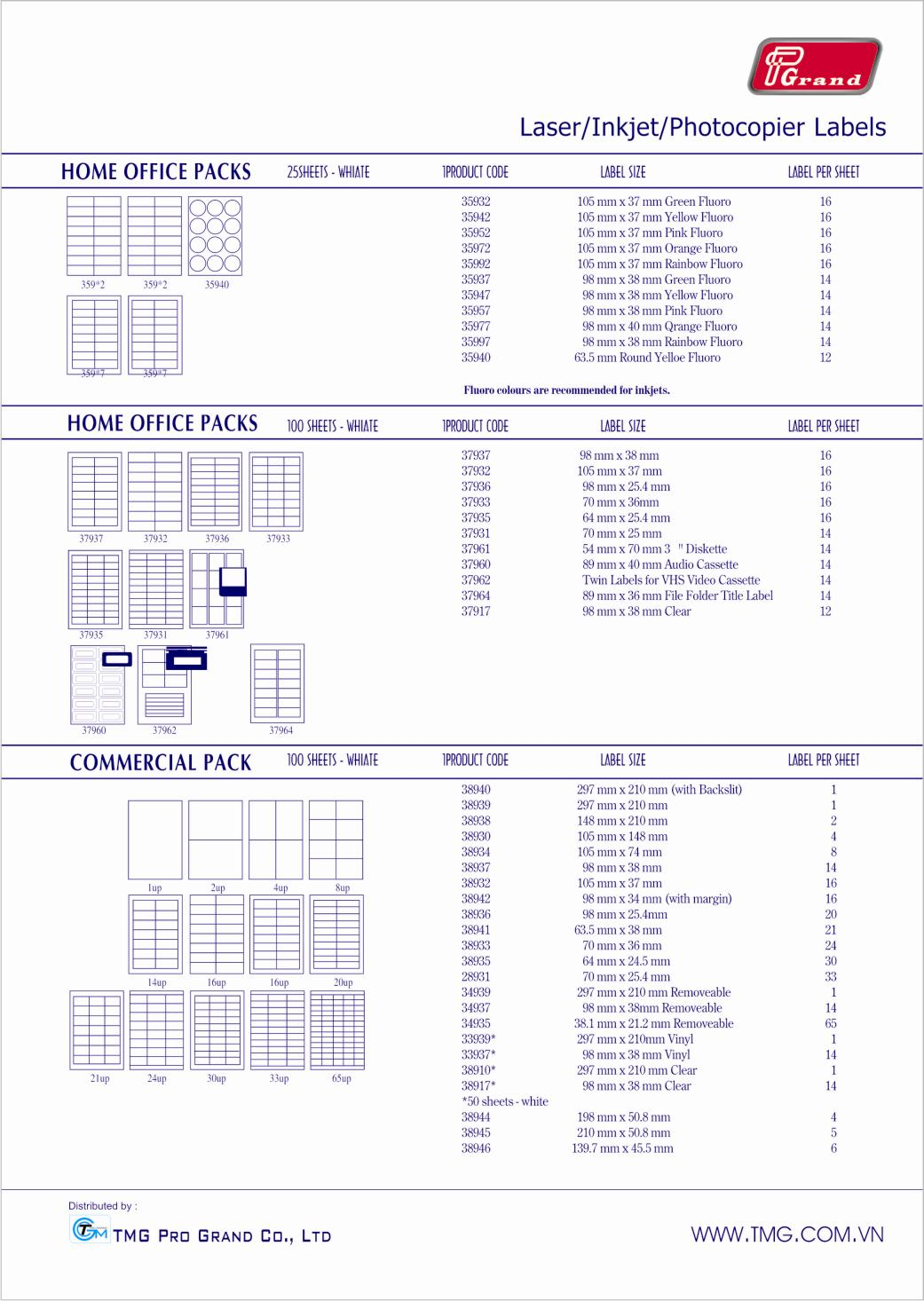
لصيقة
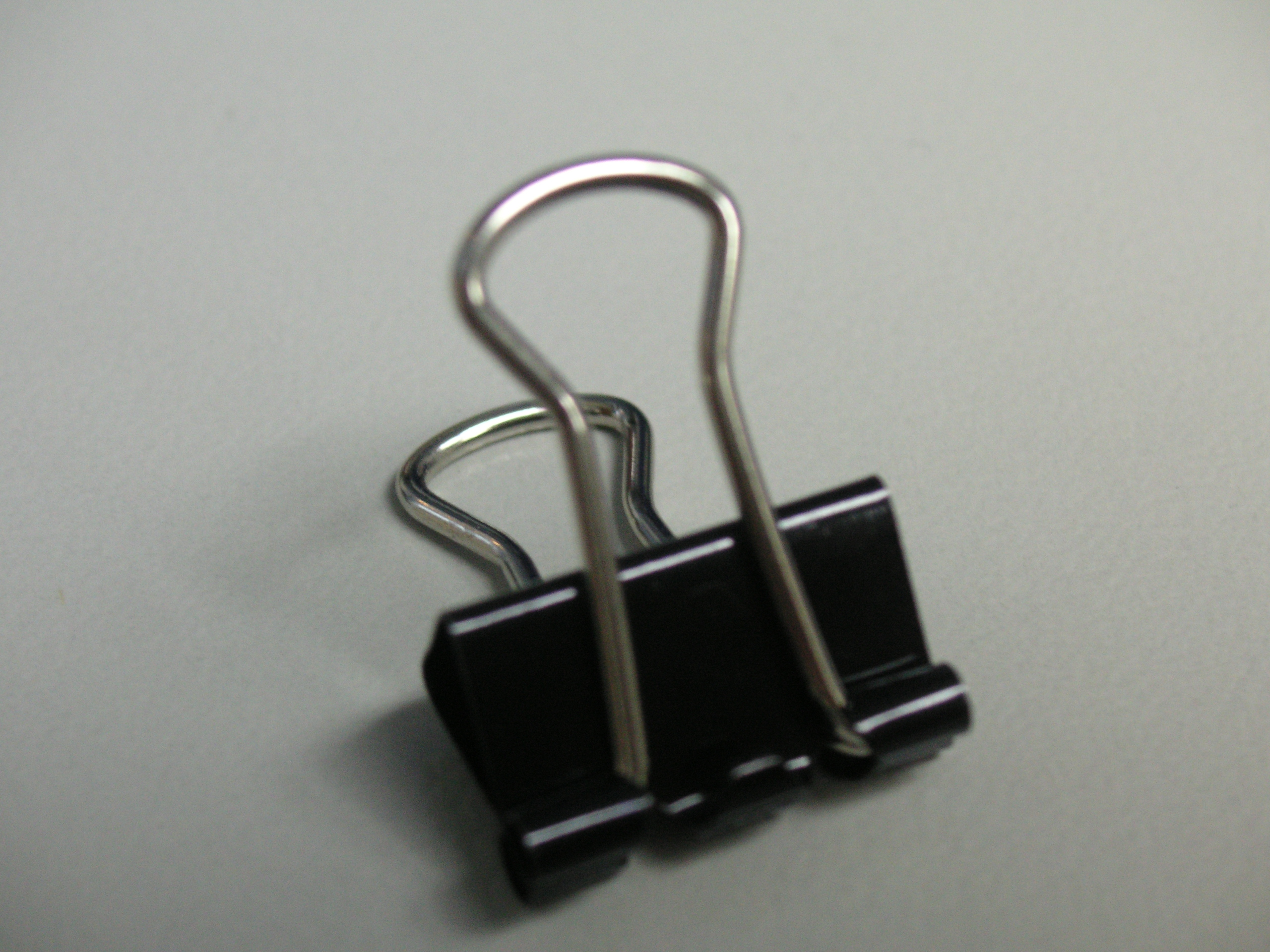
مشبك ورق
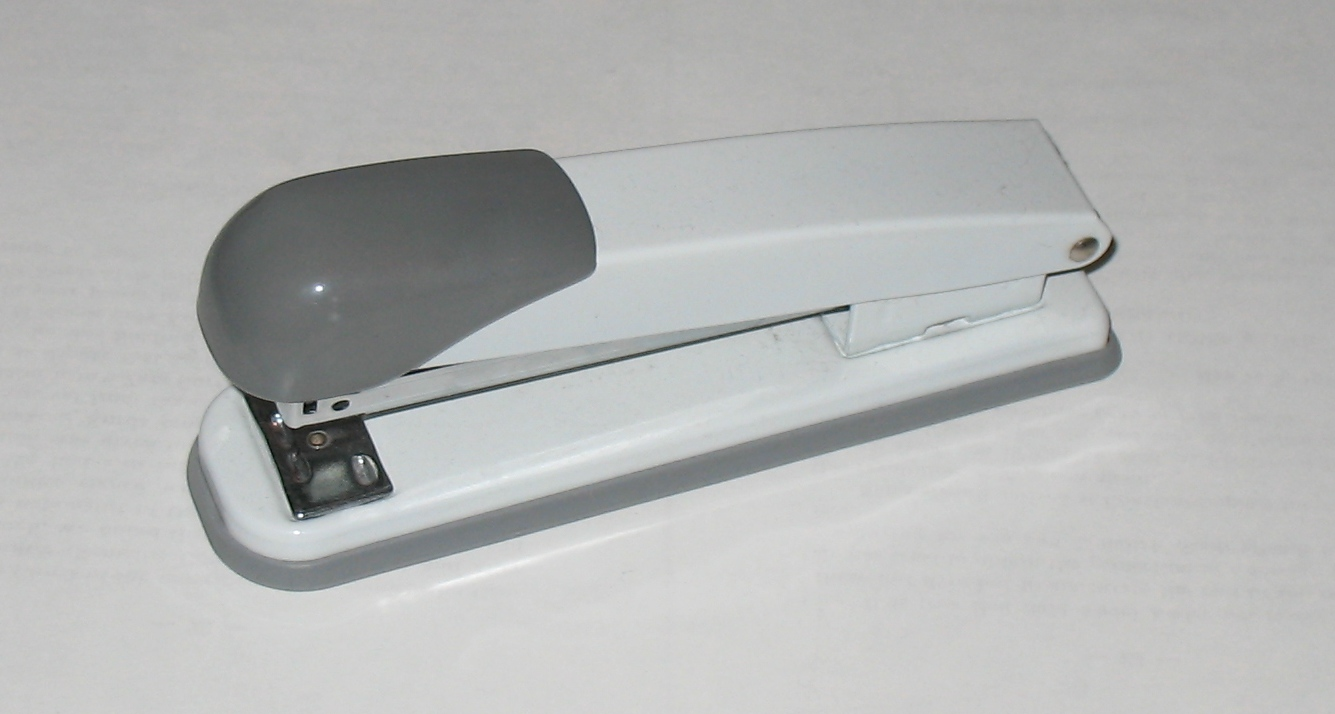
دباسة
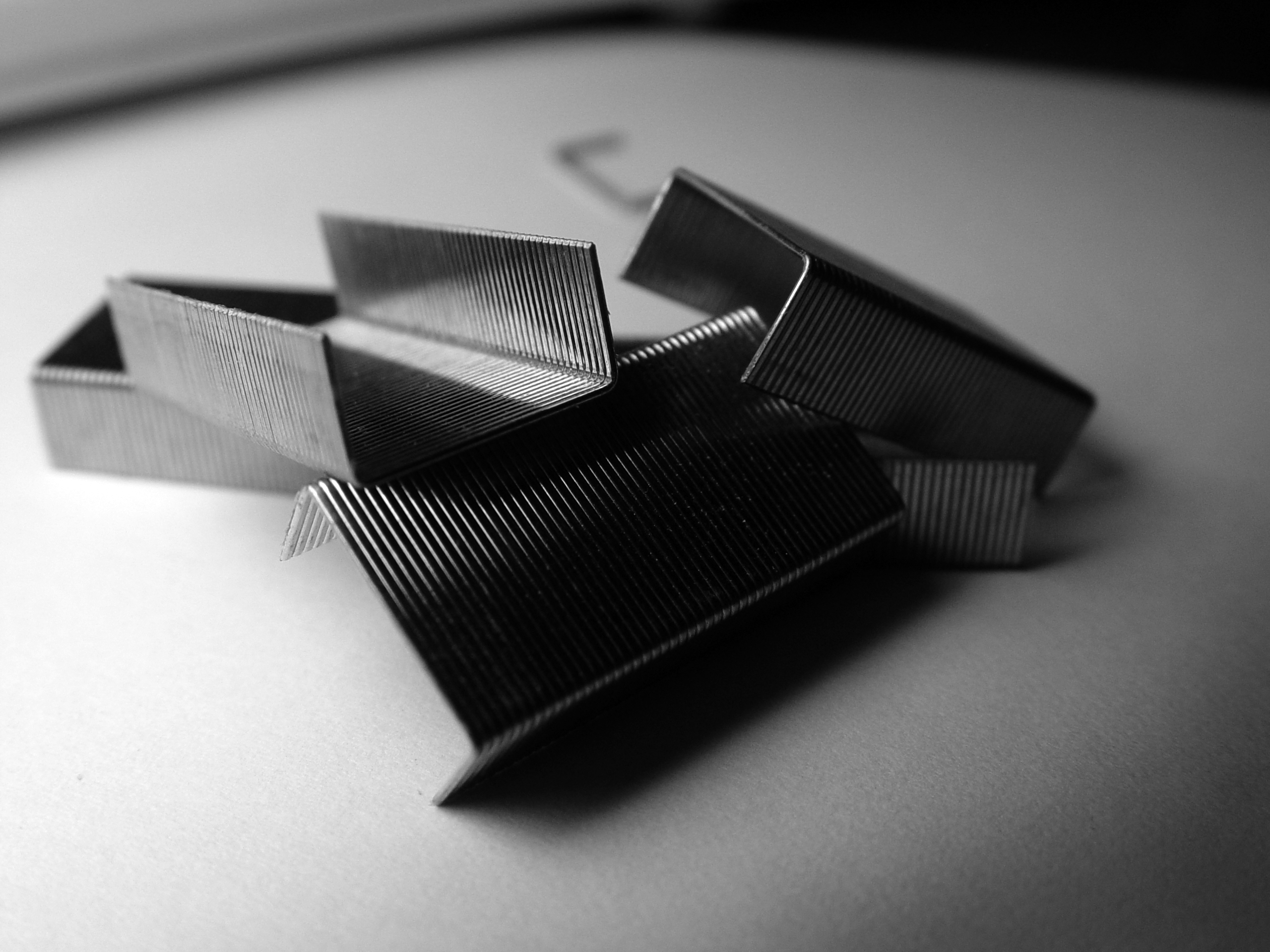
دبابيس
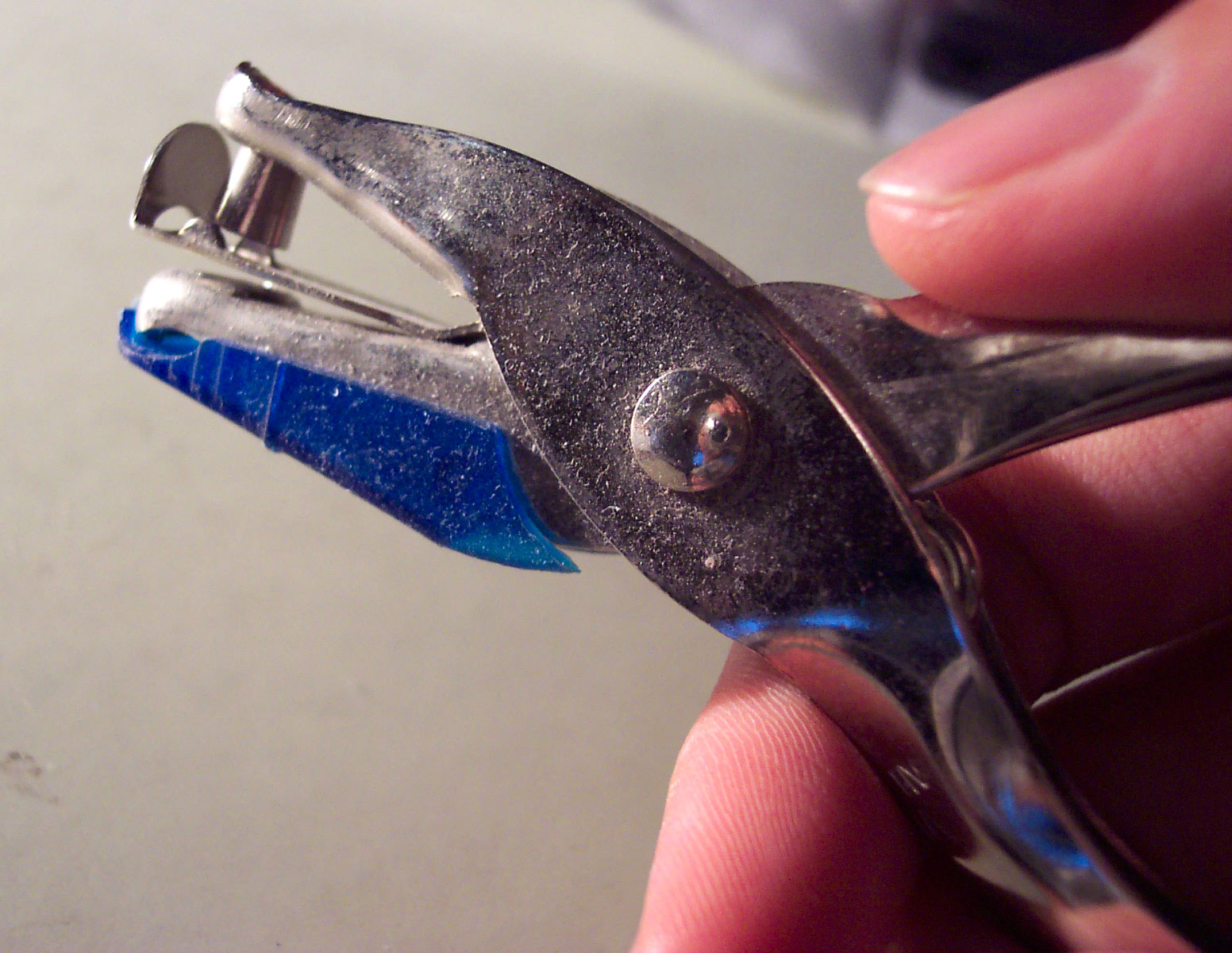
خرامة ورق
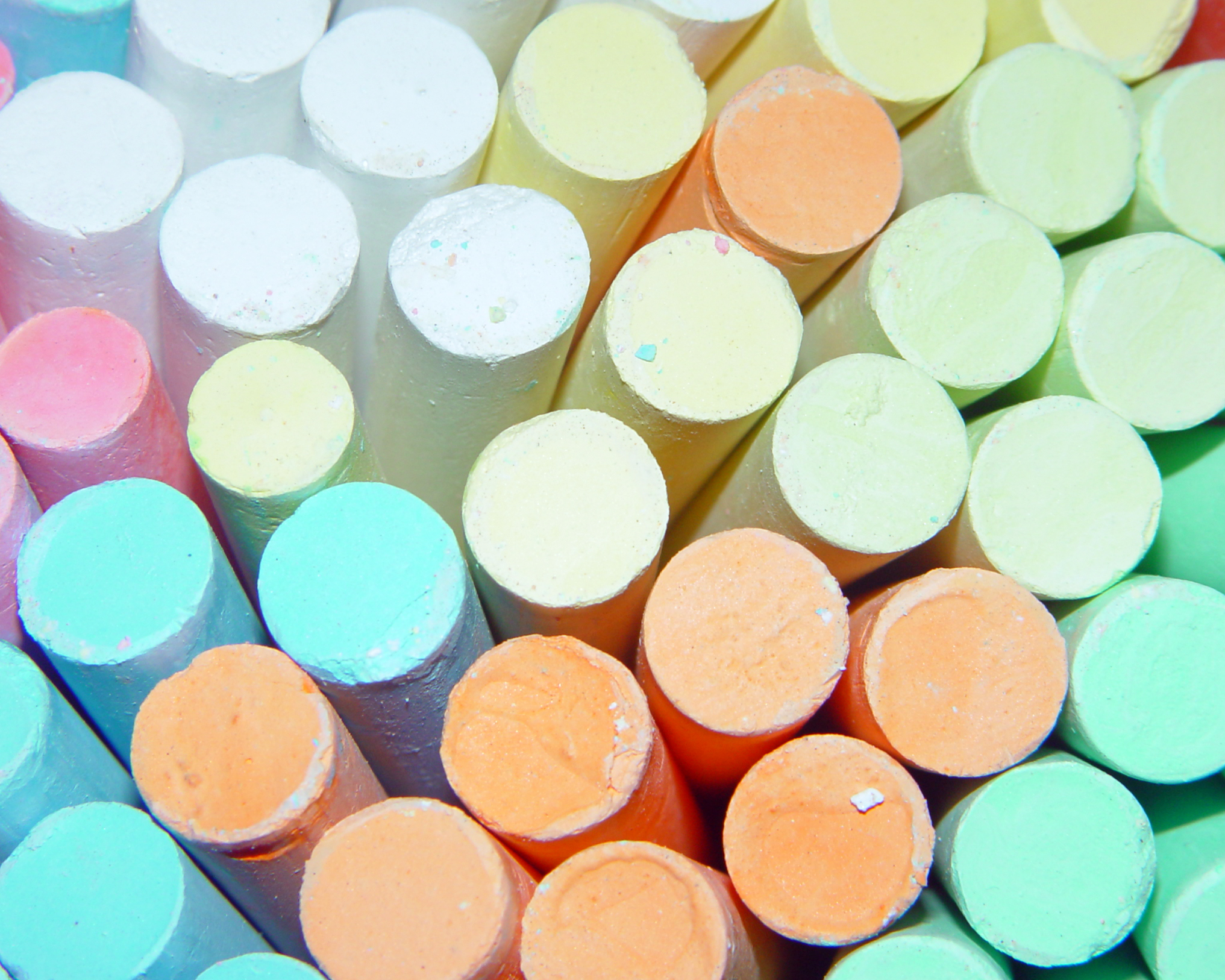
طباشير
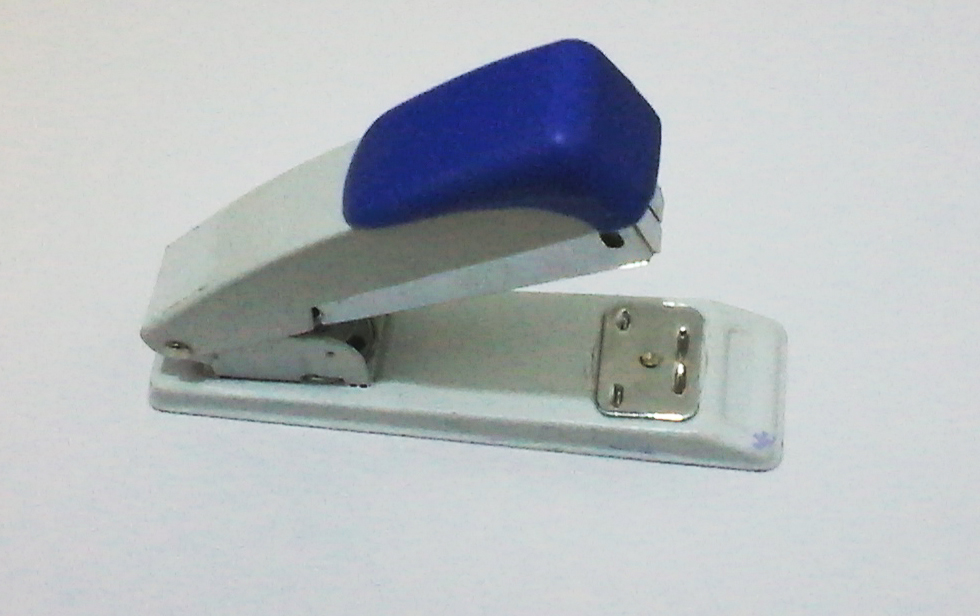
دباسة
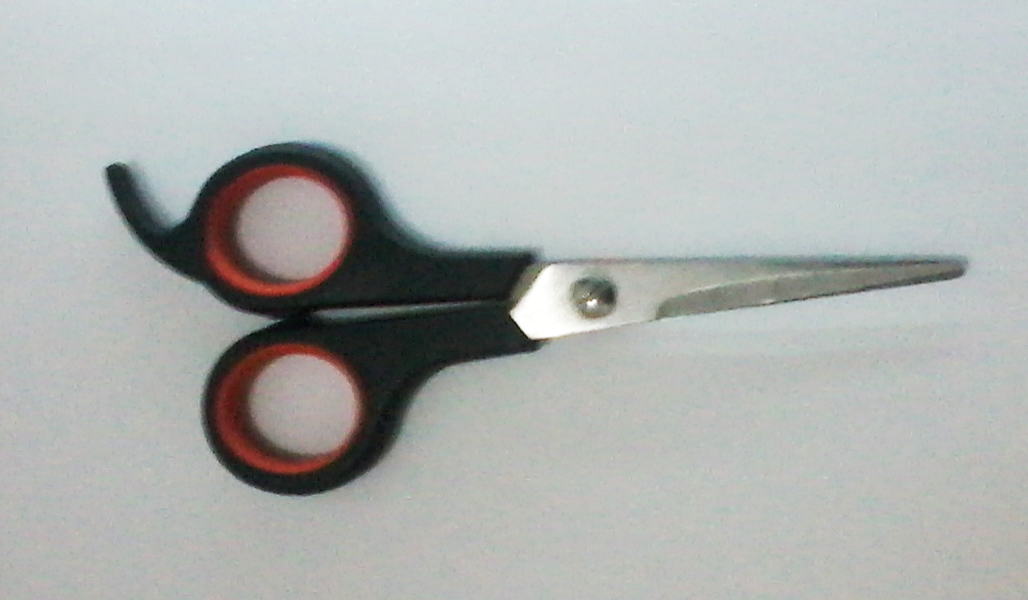
مقص
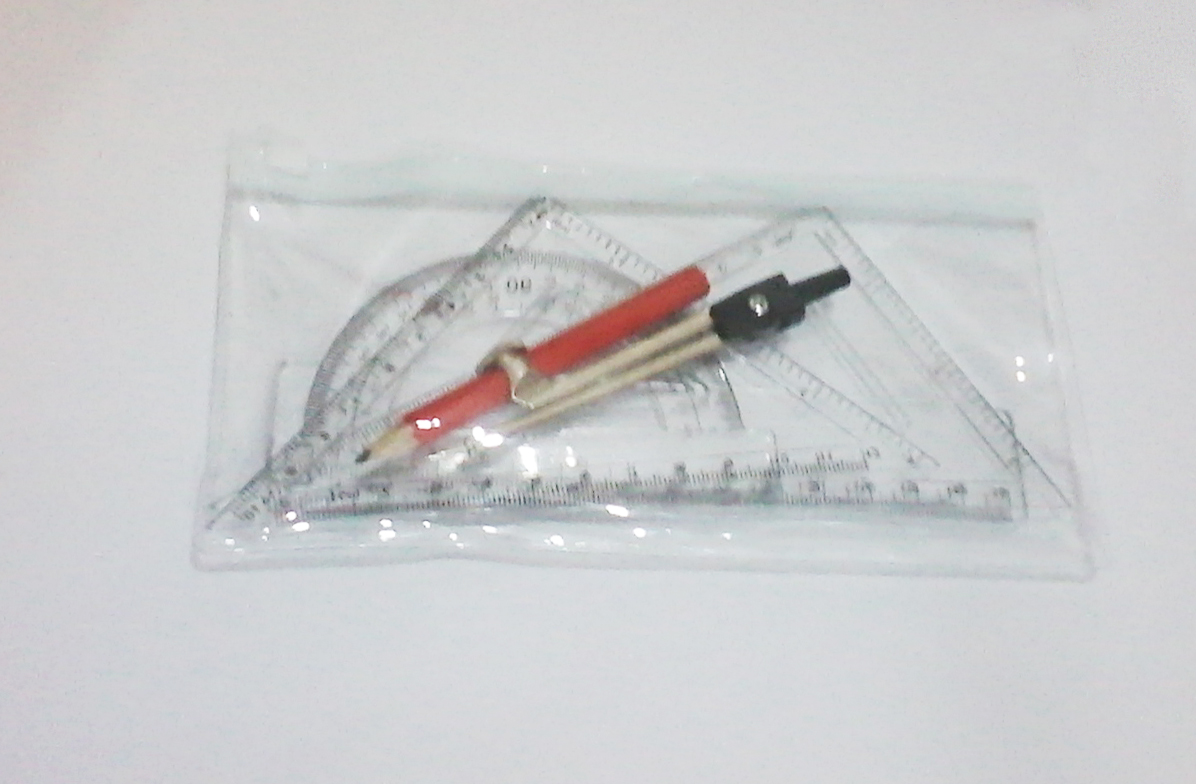
أدوات هندسية
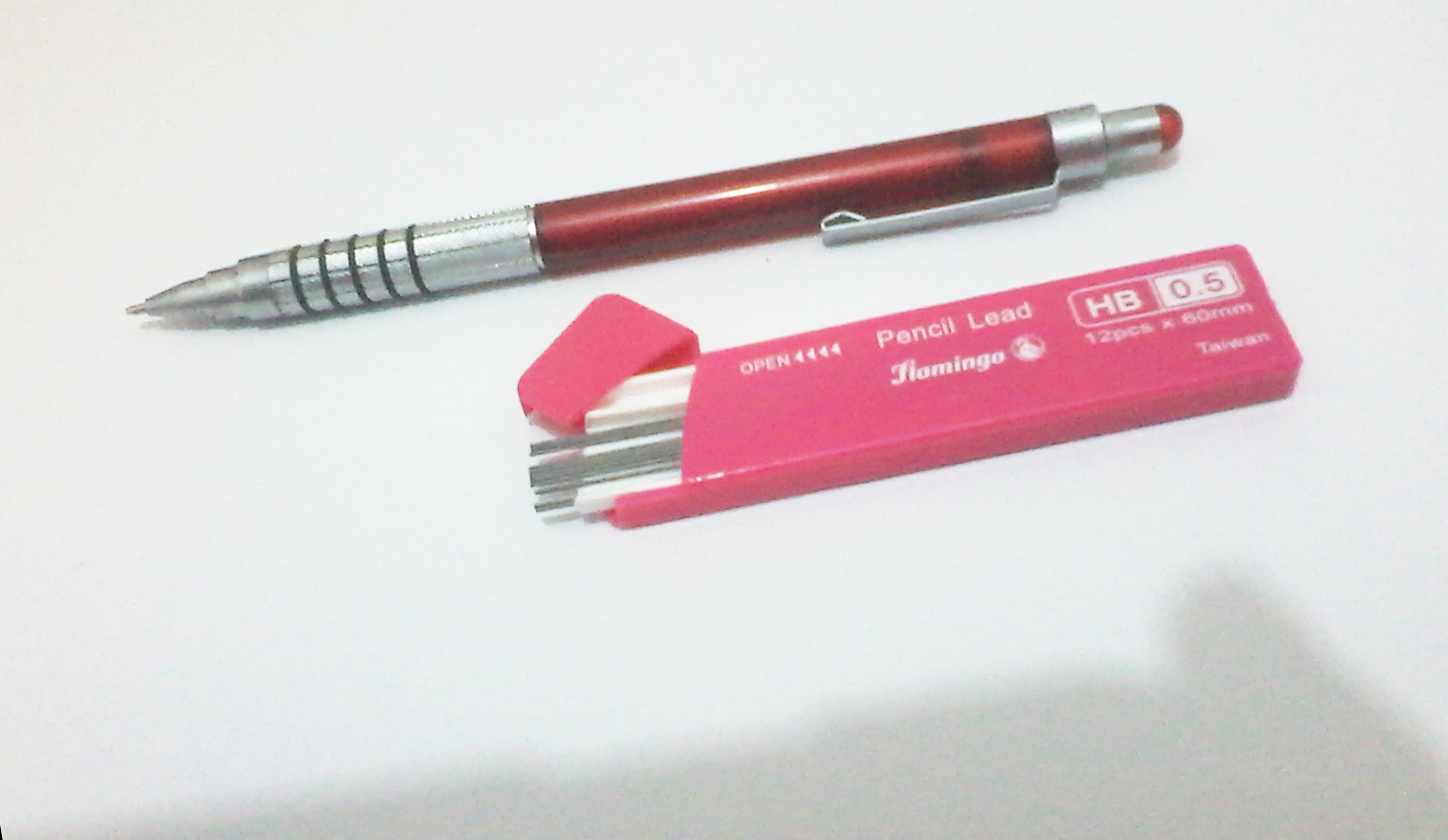
قلم كباس
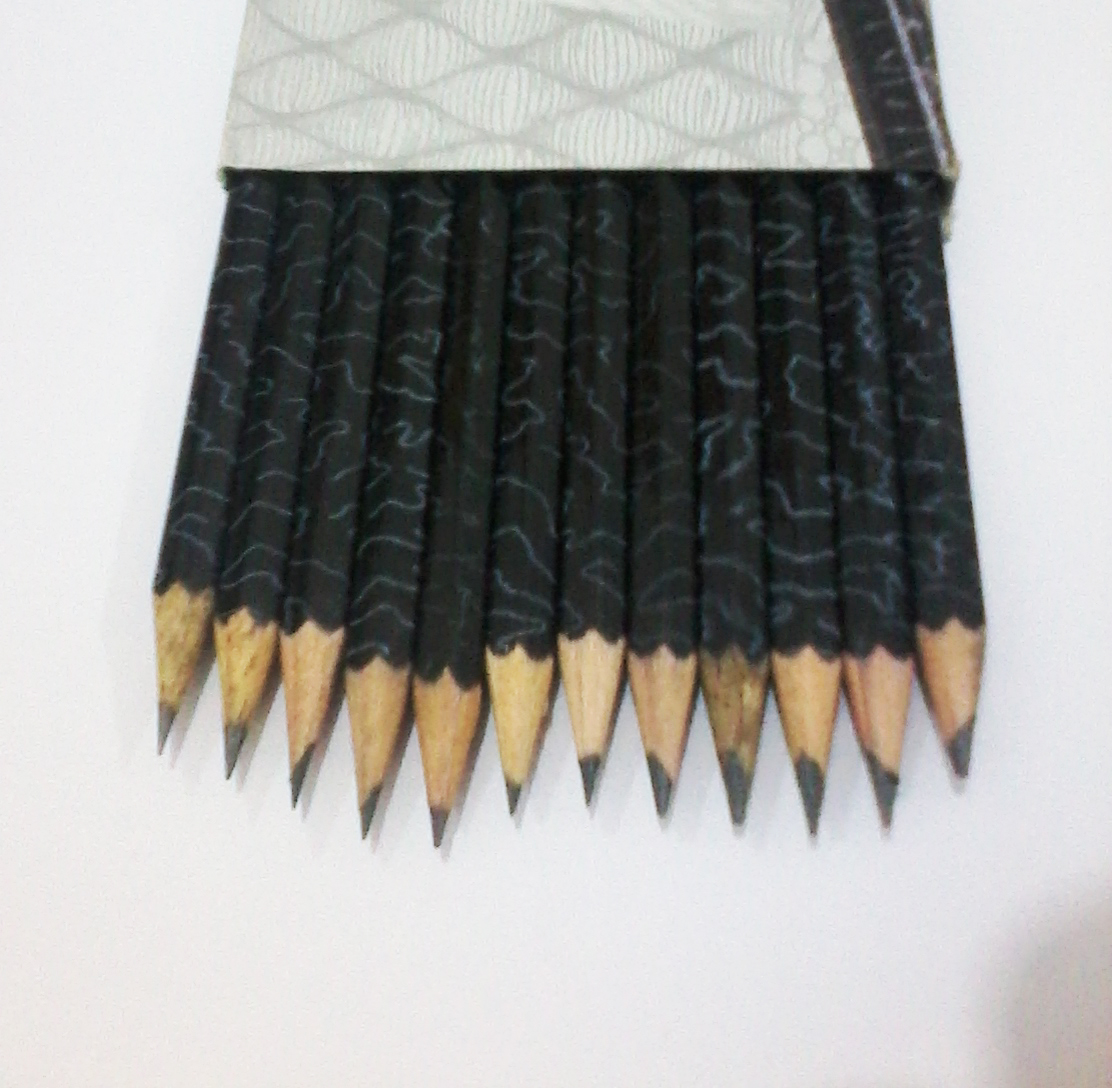
أقلام رصاص بدرجات مختلفة
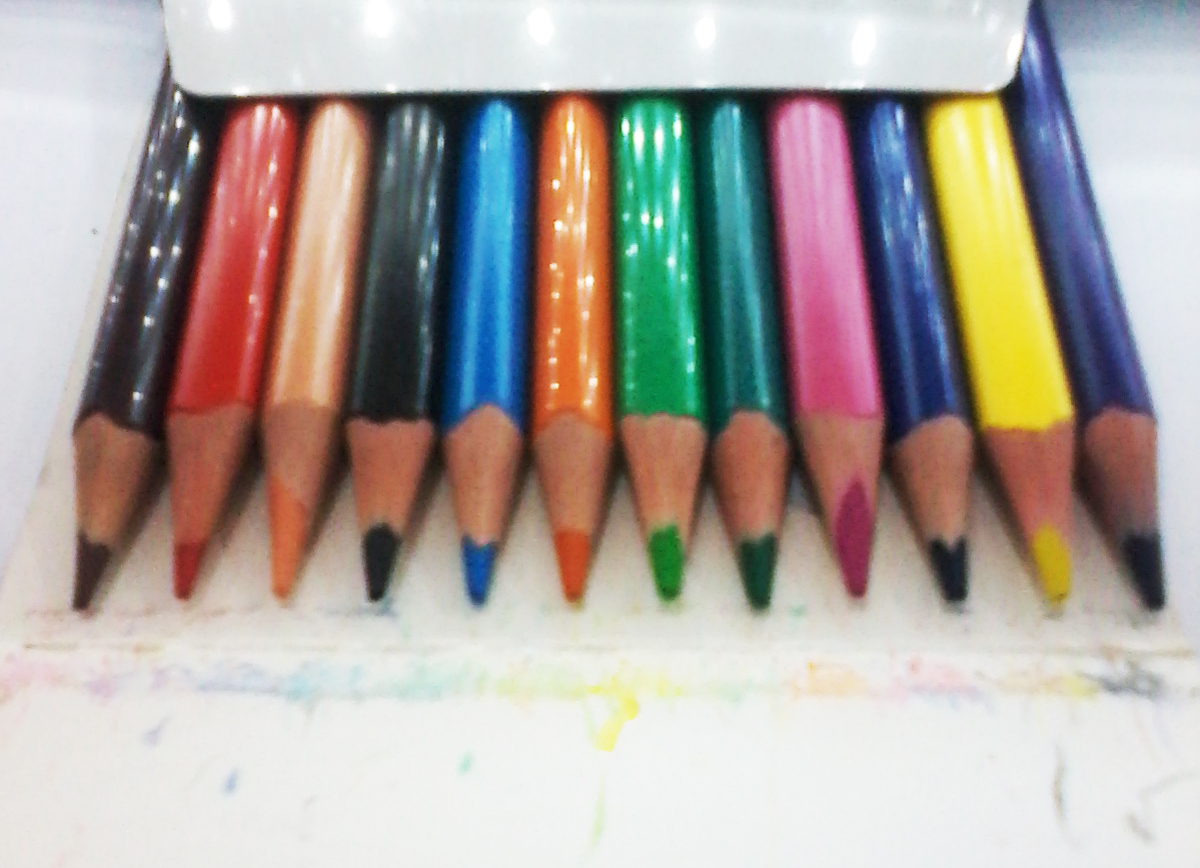
ألوان